# Coupe de Mayotte de football
La Coupe de Mayotte est une compétition de football à élimination directe créée en 1980 à Mayotte. Organisée par la Ligue mahoraise de football (LMF), elle rassemble uniquement les clubs mahorais.
Le club le plus titré est le FC Mtsapéré avec dix trophées.

## Histoire
La Coupe de Mayotte est créée en 1980 par la Ligue mahoraise de football.

## Déroulement de la compétition
Il y a 8 tours au total et les parties se jouent sur les terrains des clubs participants.
Les matchs se jouent en un aller simple à élimination directe où une équipe est éliminée lorsqu'elle perd un match. En cas d'égalité à l'issue du temps réglementaire (deux fois quarante-cinq minutes), le match se poursuit avec une prolongation de deux fois quinze minutes. Si l'égalité persiste, une séance de tirs au but a lieu.

## Palmarès
| #  | Édition   | Vainqueur                  | Score                    | Finaliste                | Lieu de la finale |
| -- | --------- | -------------------------- | ------------------------ | ------------------------ | ----------------- |
| 1  | 1980      | AS Sada (1)                | 2 - 1                    | FC Mtsapéré              |                   |
| 2  | 1981      | FC Mtsapéré (1)            | 2 - 1                    | Avenir de Labattoir      |                   |
| 3  | 1982      | AJ Kani-Kéli (1)           | 2 - 0                    | FC Passamainty           |                   |
| 4  | 1983      | FC Mtsapéré (2)            | 4 - 1                    | Olymmpic de Pamandzi     |                   |
| 5  | 1984      | FC Mtsapéré (3)            | -                        |                          |                   |
| 6  | 1985      | FC Mtsapéré (4)            | 3 - 1                    | Volcan                   |                   |
| 7  | 1986      | Miracle du Sud (1)         | -                        |                          |                   |
| 8  | 1987      | FC Mtsapéré (5)            | 7 - 3                    | AS Sada                  |                   |
| 9  | 1988      | Ouragan Club Labattoir (1) | 3 - 1                    | FC Mtsapéré              |                   |
| 10 | 1989      | Miracle du Sud (2)         | -                        |                          |                   |
| 11 | 1990      | AS Comète Labattoir (1)    | -                        |                          |                   |
| 12 | 1991      | FC Mtsapéré (6)            | 4 - 3                    | AS Sada                  |                   |
| 13 | 1992      | Ouragan Club Labattoir (2) | -                        |                          |                   |
| 14 | 1993      | FC Mtsapéré (7)            | 1 - 0                    | Chembényoumba            |                   |
| 15 | 1994      | AS Rosador (1)             | -                        |                          |                   |
| 16 | 1995      | FC Mtsapéré (8)            | 1 - 0                    | AS Rosador               |                   |
| 17 | 1996      | AS Sada (2)                | -                        |                          |                   |
| 18 | 1997      | FC Mtsapéré (9)            | 2 - 1                    | AS Rosador               |                   |
| 19 | 1998      | AS Rosador (2)             | -                        | FC Kani-Bé               |                   |
| 20 | 1999      | AS Jumeaux (1)             | -                        |                          |                   |
| 21 | 2000      | FC Kani-Bé (1)             | -                        | Miracle du Sud           |                   |
| 22 | 2001      | FCO Tsingoni (1)           | -                        | AS Rosador               |                   |
| 23 | 2002      | FC Passamaïnty (1)         | 2 - 0                    | Étoile de Pamandzi       |                   |
| 24 | 2003      | Papillon Bleu (Bouéni) (1) |                          |                          |                   |
| 25 | 2004      | Pamandzi Sporting Club (1) | -                        |                          |                   |
| 26 | 2005      | Étincelles Hamjago (1)     | 3 - 1                    | Bandrélé Foot            |                   |
| 27 | 2006      | UCS Sada (1)               | 2 - 0                    | FCO Tsingoni             |                   |
| 28 | 2007      | Étincelles Hamjago (2)     | 1 - 0                    | FCO Tsingoni             |                   |
| 29 | 2008      | FC Labattoir (1)           | 2 - 0                    | FC Passamainty           |                   |
| 30 | 2009      | AS Rosador (3)             | 0 - 0 a.p. (6 - 5 t.a.b) | FC Mtsapéré              |                   |
| 31 | 2010      | US Ouangani (1)            | 4 - 0                    | Diables noirs de Combani |                   |
| 32 | 2011      | Finale annulée             | -                        |                          |                   |
| 33 | 2012      | AS Neige (1)               | 1 - 1 a.p. (4 - 2 t.a.b) | ASC Abeilles             |                   |
| 34 | 2013      | Miracle du Sud (3)         | 0 - 0 a.p. (5 - 4 t.a.b) | AS Jumeaux               |                   |
| 35 | 2014      | AS Jumeaux (2)             | 4 - 1                    | VCO Vahibé               |                   |
| 36 | 2015      | Olympique de Miréréni (1)  | 0 - 0 a.p. (5 - 4 t.a.b) | FC Labattoir             |                   |
| 37 | 2016      | UCS Sada (2)               | 3 - 0                    | ASJ Handréma             |                   |
| 38 | 2017      | FC Mtsapéré (10)           | 1 - 0                    | Foudre 2000              |                   |
| 39 | 2018      | FC Labattoir (2)           | 2 - 1                    | Foudre 2000              |                   |
| 40 | 2019      | FC Mtsapéré (11)           | 2 - 0                    | Diables noirs de Combani |                   |
| 41 | 2020-2021 | AS Jumeaux (3)             | 3 - 1                    | ASC Abeilles M'tsamboro  |                   |

### Palmarès par club
| Rang | Clubs                 | Titres (éditions)                                               | Finales perdues (éditions) |
| ---- | --------------------- | --------------------------------------------------------------- | -------------------------- |
| 1    | FC Mtsapéré           | 10 (1981, 1983, 1984, 1985, 1987, 1991, 1993, 1995, 1997, 2017) | 3 (1980, 1988, 2009)       |
| 2    | AS Rosador            | 3 (1994, 1998, 2009)                                            | 3 (1995, 1997, 2001)       |
| 3    | Miracle du Sud        | 3 (1986, 1989, 2017)                                            | 1 (2000)                   |
| 4    | AS Sada               | 2 (1980, 1996)                                                  | 1 (1991)                   |
| 4    | AS Jumeaux            | 2 (1999, 2014)                                                  | 1 (2013)                   |
| 6    | Ouragan Club Ouangani | 2 (1988, 1992)                                                  | 0                          |
| 7    | UCS Sada              | 2 (2006, 2016)                                                  | 0                          |
| 8    | FCO Tsingoni          | 1 (2001)                                                        | 3 (2003, 2006, 2007)       |
| 9    | FC Kani-Bé            | 1 (2000)                                                        | 1 (1998)                   |
| 9    | FC Passamainty        | 1 (2002)                                                        | 1 (1982, 2008              |
| 9    | FC Labattoir          | 1 (2002)                                                        | 1 (2015)                   |
| 13   | AJ Kani-Kéli          | 1 (1982)                                                        | 0                          |
| 13   | AS Comète Labattoir   | 1 (1990)                                                        | 0                          |
| 13   | Pamandzi SC           | 1 (2004)                                                        | 0                          |
| 13   | Papillon bleu         | 1 (2008)                                                        | 0                          |
| 13   | US Ouangani           | 1 (2010)                                                        | 0                          |
| 13   | AS Neige              | 1 (2012)                                                        | 0                          |
| 13   | Olympique de Miréréni | 1 (2015)                                                        | 0                          |

## Statistiques
- Plus grand nombre de victoires : 10 victoires

- - FC Mtsapéré (1982, 1984, 1987, 1991, 1993, 1995, 1997 et 2017)
- Plus grand nombre de victoires consécutives : 3 victoire
  - FC Mtsapéré (1983, 1984 et 1985)
- Plus grand nombre de finales :  13 finales
  - FC Mtsapéré (1980, 1981, 1983, 1984 et 1985, 1987, 1988, 1991, 1993, 1995, 1997, 2009 et 2017)
- Plus grand nombre de finales consécutives : 3 finales
  - FC Mtsapéré (1983, 1984 et 1985)
- Plus large victoire en finale :  4 buts d'écart
  - 7-3 pour FC Mtsapéré - AS Sada (1987)
  - 4-0 pour l’US Ouangani - Diables noirs de Combani (2010)